# Eric Ambler
Pour les articles homonymes, voir Ambler.
Œuvres principales
- Le Masque de Dimitrios (1939)
- Les Trafiquants d’armes (1959)
- Topkapi (1962)
- Docteur Frigo (1974)

Eric Ambler, né le 28 juin 1909 et mort le 22 octobre 1998 à Londres, est un écrivain, scénariste et producteur britannique.

## Biographie
Il passe une enfance heureuse, mais une adolescence plus difficile : « Les ennuis d'argent et la puberté m'arrivèrent en même temps : je découvris à la fois la débauche et le vol ».
Il entreprend et complète des études d'ingénieur à l'Université de Londres en 1928, mais choisit plutôt de travailler dans la publicité. Devenu romancier, il publie ses romans les plus célèbres dans les années 1930, notamment Frontière des ténèbres, (1936) et Je ne suis pas un héros (1938). Plusieurs de ses récits d'espionnage sont alors portés à l'écran : en 1943, La Croisière de l'angoisse, sous le titre Voyage au pays de la peur par Norman Foster et Orson Welles et Au loin, le danger, sur un scénario de W.R. Burnett sous le titre Intrigues en Orient par Raoul Walsh, et en 1944, Épitaphe pour un espion sous le titre Hotel Reserve par Lance Comfort et Le Masque de Dimitrios sous le même titre par Jean Negulesco avec Peter Lorre et Sydney Greenstreet. Contrairement aux récits manichéens à l'atmosphère lourde et angoissante jusqu'alors privilégiés par le genre, les romans d'espionnage d'Ambler mettent en scène des gens ordinaires, qui deviennent espions par hasard ou par sottise. Ces antihéros, souvent charmés par les idéaux du patriotisme triomphant, se retrouvent victimes de traquenards, de méprises ou de faux-semblants et remettent en doute un peu trop tard les mensonges du pouvoir. Homme de gauche, Ambler met à profit sa connaissance du milieu des affaires et sa formation d'ingénieur pour construire des récits crédibles qui, bien que teintés d'humour, demeurent impitoyables dans leur dénonciation de la raison d'État et des valeurs dominantes de l'Occident capitaliste.
Pendant les années 1930, il rédige quelques nouvelles policières où revient le docteur Jan Czissar, ancien membre de la police tchèque en exil à Londres. Ces textes d'énigme classique restent sans lendemain pour l'auteur en raison du succès rencontré par ses romans d'espionnage, mais ils présentent des thèmes similaires et un style tout aussi limpide.
La Seconde Guerre mondiale interrompt sa carrière littéraire. Il sert dans l'artillerie et devient lieutenant-colonel. Il se retrouve peu après au Service cinématographique. Sur cette lancée, il entre à la Rank comme scénariste, en 1944. Il écrit à partir de ce moment une douzaine de scénarios pour le cinéma et plus du double pour la télévision, les plus connus étant son adaptation d'un roman de Nicholas Monsarrat pour le film La Mer cruelle (1953), réalisé par Charles Frend, scénario pour lequel Ambler est nommé aux Oscars, ainsi que La Flamme pourpre (1954) par Robert Parrish, Atlantique, latitude 41° (1958) par Roy Ward Baker et Cargaison dangereuse (1959) par Michael Anderson. Sur le plan personnel, Eric Ambler se marie le 7 octobre 1958.
N'ayant publié aucun roman entre 1940 et 1951, Ambler y revient avec L'Affaire Deltchev. En 1962 paraît un de ses gros succès, Topkapi, récit d'un vol qui met en scène le truculent Abdul Simpson, incarné à l'écran par Peter Ustinov, un rôle qui vaut à ce dernier l'Oscar du meilleur acteur de second rôle dans Topkapi, réalisé par Jules Dassin (1964).
Pendant cette dernière période, la maîtrise du récit ne cesse de s'affiner chez Ambler avec Les Trafiquants d'armes (1959), Complot à Genève (1969), Docteur Frigo (1974), qui reçoit le Grand Prix de littérature policière 1976, et N'envoyez plus de roses, un récit sur l'univers trouble des paradis fiscaux et des détournements de fonds à l'échelle internationale. La haute tenue de chacune de ses œuvres s'explique en partie par le fait qu'à partir de 1950, Ambler écrit aussi quelques romans de moindre qualité qu'il publie sous le pseudonyme de Eliot Reed. Ainsi ne signe-t-il de son propre nom que le meilleur de sa production.
Les Humanoïdes Associés publieront neuf titres d'Eric Ambler de 1977 à 1980 dans une collection qui lui sera dédiée : « Les Œuvres d'Eric Ambler » (direction François Rivière). Le premier titre de la collection, N’envoyez plus de roses (Send No More Roses), paraît en même temps que l’édition anglaise originale.
Après avoir vécu quelques années à Hollywood avec sa deuxième épouse, productrice pour Alfred Hitchcock, Eric Ambler s'établit en 1968 à Clarens, puis à la Tour de Peilz en 1985, commune où il réside jusqu'en 1987. Là, il se lance dans la rédaction de son dernier livre, Le Brochet (1981), un thriller sur fond de terrorisme dans le monde arabe. Il se consacre également à la rédaction de ses mémoires, Here Lies: An Autobiography (1985), où il évoque son enfance et ses débuts de romancier. On y découvre un être déchiré, insatisfait, mais lucide : un étonnant portrait du père fondateur du thriller moderne qui meurt à Londres en 1998, à l'âge de 89 ans.

## Œuvre

### Romans

#### Signés Eric Ambler
- The Dark Frontier (1936) Publié en français sous le titre Frontière des ténèbres, Paris, Les Humanoïdes associés, 1978 ; réédition, Paris, Seuil, coll. Points/Roman no 237, 1986 ; réédition, Paris, Seuil, coll. Points no 531, 1998
- Uncommon Danger ou Background to Danger [USA] (1937) Publié en français sous le titre Au loin, le danger, Paris, Rivages/Noir no 622, 2006
- Epitaph for a Spy (1938) Publié en français sous le titre Épitaphe pour un espion, Paris, Nouvelle  Revue Critique, coll. L'Empreinte no 167, 1939 Publié en français dans une nouvelle traduction sous le titre Épitaphe pour un espion, Paris, Les Humanoïdes associés, 1978 ; réédition, Paris, Seuil, coll. Points/Roman no 169, 1984 ; réédition, Paris, Seuil, coll. Points no 540, 1998
- Cause for Alarm (1938) Publié en français sous le titre Je ne suis pas un héros, Paris, Presses de la Cité, coll. Un mystère no 44, 1950 ; réédition dans Polars années cinquante, vol. 2, Paris, Omnibus, 1996 ; réédition, Paris, Rivages/Noir no 661, 2006
- The Mask of Dimitrios (1939) - édition britannique[2] - ou A Coffin for Dimitrios (1939) - édition américaine Publié en français sous le titre Le Masque de Dimitrios, traduit par Jean de Kerdéland, Paris, Éditions du Pavois, 1946 Publié en français dans une nouvelle traduction intégrale sous le titre Le Masque de Dimitrios, traduit par Gabriel Véraldi, Paris, Éditions Planète, 1966 ; rééditions Les Humanoïdes associés, Paris, 1977 ; réédition, Paris, Seuil, coll. Points/Roman no 136, 1984 ; réédition, Paris, Seuil, coll. Points no 441, 1997 ; réédition dans Agents secrets face à l'Europe nazie, Paris, Omnibus, 2005 ; réédition, Paris, Rivages/Noir no 680, 2008
- Journey into Fear (1940) Publié en français sous le titre Voyage dans l'épouvante, Paris, Hachette, coll. L'Énigme, 1947 Publié en français dans une traduction intégrale sous le titre La Croisière de l'angoisse, Paris, Les Humanoïdes associés, 1979 ; réédition, Paris, Seuil, coll. Points/Roman no 197, 1985 ; réédition, Paris, Seuil, coll. Points no 442, 1997
- Judgment on Deltchev (1951) Publié en français sous le titre L'Affaire Deltchev, Paris, Les Humanoïdes associés, 1979 ; réédition, Paris, Seuil, coll. Points/Roman no 217, 1985
- The Schirmer Inheritance (1953) Publié en français sous le titre L'Héritage Schirmer, Paris, Del Duca, coll. Romance et mystère, 1975 Publié en français dans une nouvelle traduction intégrale sous le titre L'Héritage Schirmer, Paris, Seuil, 1984 ; réédition, Paris, Seuil, coll. Points/Roman no 376, 1988 ; réédition, Paris, Seuil, coll. Points no 435, 1997
- The Night Comers (1956) Publié en français sous le titre Les Visiteurs de l'aube, Paris, Presses de la Cité, 1957 Publié en français dans une autre traduction sous le titre Les Visiteurs du crépuscule, Paris, Les Humanoïdes associés, 1979 ; réédition, Paris, Seuil, coll. Points/Roman no 478, 1991
- Passage of Arms (1959) Publié en français sous le titre Les Trafiquants d'armes, Paris, Les Humanoïdes associés, 1978 ; réédition, Paris, Seuil, coll. Points/Roman no 186, 1985 ; réédition, Paris, Seuil, coll. Points no 430, 1997
- The Light of the Day ou Topkapi (1962) Publié en français sous le titre La Nuit d'Istanbul, Paris, Plon, 1964 ; réédition sous le titre Topkapi, Paris, Seuil, coll. Points/Roman no 540, 1992 ; réédition sous le titre Topkapi : la nuit d'Istanbul, Paris, Seuil, coll. Points no 422, 1997
- A Kind of Anger (1964) Publié en français sous le titre Le Rendez-vous de Nice, Paris, Plon, 1965 ; réédition, Paris, Edito-Service, coll. Les Classiques de l'espionnage, 1985 Publié en français dans une autre traduction sous le titre Énergie du désespoir, Paris, Les Humanoïdes associés, 1980 ; réédition, Paris, Seuil, coll. Points/Roman no 261, 1986 ; réédition, Paris, Seuil, coll. Points no 539, 1998
- Dirty Story (1967) Publié en français sous le titre Sale Histoire, Paris, Stock, 1971 ; réédition, Genève, Slatkine, coll. Morts subites, 1982 Publié en français dans une autre traduction sous le titre Sale Histoire, Paris, Seuil, coll. Points/Roman no 551, 1992 ; réédition, Paris, Rivages/Noir no 721, 2009
- The Intercom Conspiracy (1969) Publié en français sous le titre Complot à Genève, Paris, Librairie des Champs-Élysées, 1974 ; réédition, Paris, Seuil, coll. Points/Roman no 294, 1988 ; réédition, Paris, Seuil, coll. Points no 573, 1998
- The Levanter (1972) Publié en français sous le titre Le Levantin, Paris, Hachette, coll. Thrillers, 1973 ; réédition, Le Livre de poche no 7404, 1977 ; réédition, Paris, Seuil, coll. Points/Roman no 317, 1988
- Dr Frigo (1974) Publié en français sous le titre Docteur Frigo, Paris, Fayard, coll. Thillers, 1976 ; réédition, Paris, Rivages/Noir no 771, 2010
- Send No More Roses (1976) Publié en français sous le titre N'envoyez plus de roses, Paris, Les Humanoïdes associés, 1977 ; réédition, Paris, Seuil, coll. Points/Roman no 153, 1984 ; réédition, Paris, Seuil, coll. Points no 492, 1998
- The Care of Time (1981) Publié en français sous le titre Le Brochet, Paris, Éditions Jean-Claude Lattès, 1982 ; réédition, Paris, Seuil, coll. Points/Roman no 562, 1992

#### Signés Eliot Reed
- Skytip (1950)
- Tender to Danger (1951)
- The Maras Affair (1953)
- Charter to Danger (1954)
- Passport to Panic (1958)

### Nouvelles et romans courts
- Waiting for Orders (1991) recueil posthume regroupant huit récits écrits au début de la Deuxième Guerre mondiale :
  - The Intrusions of Dr Czissar - 6 nouvelles
  - The Army of the Shadows - roman court
  - The Blood Bargain - roman court Publication en français de la nouvelle The Army of the Shadows sous le titre L'Ennemi commun, Paris, Éditions Mille et une nuits, La petite collection no 85, 1995 Publié en français sous le titre Les Intrusions du Dr Czissar, Paris, Éditions Ombres, 1998

### Autobiographie
- (en) Eric Ambler, Here Lies : An Autobiography, Londres, Weidenfeld & Nicolson, 1985, 234 p. (ISBN 0-00-637014-4) Publié en français sous le titre Mémoires inachevées  (trad. de l'anglais par Jean-Paul Schweighaeuser), Amiens, Encrage éditions, 1995, 254 p. (ISBN 2-906389-59-5)

## Filmographie

### comme scénariste
- 1943 : The New Lot, court-métrage réalisé par Carol Reed
- 1944 : L'Héroïque Parade (The Way Ahead) par Carol Reed
- 1949 : Les Amants passionnés (The Passionate Friends) par David Lean
- 1950 : Highly Dangerous par Roy Ward Baker
- 1951 : La Boîte magique (The Magic Box) par John Boulting
- 1951 : Encore, segment Gigolo and Gigolette réalisé par Harold French
- 1952 : Trois Dames et un as (The Card) de Ronald Neame
- 1953 : La Mer cruelle (The Cruel Sea) par Charles Frend
- 1953 : Coup de feu au matin (Rough Shoot) par Robert Parrish
- 1954 : La Flamme pourpre (The Purple Plain) par Robert Parrish
- 1954 : Lease of Life par Charles Frend
- 1957 : Commando sur le Yang-Tsé (Yangtse Incident: The Story of H.M.S. Amethyst) par Michael Anderson
- 1958 : Atlantique, latitude 41° (A NIght to Remimber) par Roy Ward Baker
- 1959 : Cargaison dangereuse (The Wreck of the Mary Deare) par Michael Anderson
- 1962 : Les Révoltés du Bounty (Mutiny on the Bounty) par Lewis Milestone
- 1971 : Love Hate Love (TV) par George McCowan

### comme producteur
- 1947 : The October Man par Roy Ward Baker
- 1949 : Les Amants passionnés par David Lean

## Prix et distinctions

### Prix
- 1959 : Gold Dagger Award pour Passage of Arms[3]
- 1964 : Prix Edgar-Allan-Poe du meilleur roman pour Topkapi[4]
- 1972 : Gold Dagger Award pour Le Levantin[3]
- 1975 : Grand Master Award décerné par le Mystery Writers of America pour l'ensemble de son œuvre[4]
- 1976 : Grand prix de littérature policière dans la catégorie « romans étrangers » pour Docteur Frigo[5]
- 1979 : Prix Mystère de la critique pour Les Trafiquants d'armes[6]
- 1986 : Cartier Diamond Dagger[7]

### Nominations
- 1953 : Oscar du meilleur scénario pour La Mer cruelle[8]
- 1962 : Gold Dagger Award pour Topkapi[3]
- 1964 : Gold Dagger Award pour Le Rendez-vous de Nice[3]
- 1974 : Gold Dagger Award pour Docteur Frigo[3]
- 1977 : Gold Dagger Award pour N'envoyez plus de roses[3]